# Mia Kusakabe
Mia Kusakabe (日下部美愛) (Yokohama, 9 de março de 2000) é uma atriz e modelo teatral japonesa. Ela era membro do grupo feminino Prizmmy. Ela é uma "Roni Girl" de terceira geração, junto com os outros membros do Prizmmy.  

## Biografia
Mia é filha única e nasceu em 9 de março de 2000 em Yokohama, Kanagawa.

### Carreira
Em 2008, Mia participou da Ciao Girls Audition. Mia era um membro da 3ª geração da Roni Girl  junto com Karin, Reina e Hina. Ela também é uma terceira geração "Dance Style Kids" e foi modelo de Nico Puchi.

## Teatro

### Peças do palco
| Ano  | Nome                                                                  | Função               | Notas                                                                                     |
| ---- | --------------------------------------------------------------------- | -------------------- | ----------------------------------------------------------------------------------------- |
| 2016 | Boa noite, Jack, o Estripador (おやすみジャック・ザ・リッパー)        | Chapeuzinho Vermelho | Elenco ao lado de Karin Takahashi Jack, o Estripador (20 de abril) Stride (6-10 de julho) |
| 2016 | Passo (ストライド)                                                    |                      | Elenco ao lado de Karin Takahashi Jack, o Estripador (20 de abril) Stride (6-10 de julho) |
| 2016 | Houkago Senki (放課後戦記)                                            |                      | 5-10 de outubro                                                                           |
| 2017 | Acorda meninas! Aoba no Kiroku (Wake Up Girls!青葉の記録)             | Tina Kobayakawa      | Um caractere meio inglês / japonês. 19-22 de janeiro                                      |
| 2017 | Haru no Mezame (Despertar da Primavera)                               | Chá                  | 5-23 de maio                                                                              |
| 2018 | Acorda meninas! Aoba no Kiseki (Wake Up Girls! 青葉の奇跡)            | Tina Kobayakawa      | 6-10 de junho                                                                             |
| 2018 | Alice no Paraíso da Escola Mortal (アリスインデッドリースクール 楽園) | Mizuki Tsuujii       | 8-19 de agosto                                                                            |
| 2018 | Atashi wo Kurae (あたしをくらえ)                                      | Hilda                | Equipe B (Vegetariana) 18-22 de setembro                                                  |
| 2018 | Paraíso dos Carneiros Vadios                                          | Reina                | 12-16 de dezembro                                                                         |
| 2018 | Doador onze (ド ナ ー イ レ ブ ン)                                    | Maya Shoubu          | 19 a 30 de dezembro                                                                       |
| 2019 | Kaede Sou (カ エ デ ソ ウ)                                            | Heroína; Maiha Toji  | 3-7 de abril                                                                              |
| 2019 | Rainha do Céu (楽 園 の 女王)                                         |                      | 29 de maio - 4 de junho                                                                   |

## Filmografia
| Ano         | Nome                          | Notas                                                 |
| ----------- | ----------------------------- | ----------------------------------------------------- |
| 2011 - 2012 | Ritmo Bonito: Aurora Dream    |                                                       |
| 2012 - 2013 | Pretty Rhythm: Dear My Future |                                                       |
| 2013 - 2014 | Pretty Rhythm: Rainbow Live   |                                                       |
| 2016 - 2018 | Lei de R                      | A transmissão termina devido a problemas com o elenco |
| 2018        | Escola de rap de Komachi      |                                                       |
| 2019        | Konya Kurabete Mimashita      | 6 de novembro (participação de convidado)             |